# 1793 en musique classique
| \| • Retour à la chronologie générale de la musique classique • \| |
| Grèce • Rome • Haut Moyen Âge • VIIIe siècle • IXe siècle • Xe siècle • XIe siècle XIIe siècle • XIIIe siècle • XIVe siècle • XVe siècle • XVIe siècle • XVIIe siècle XVIIIe siècle • XIXe siècle • XXe siècle • XXIe siècle |
| • Retour à la chronologie générale de la musique classique • |

| Années en musique classique : 1790 - 1791 - 1792 - 1793 - 1794 - 1795 - 1796    |
| Décennies en musique classique : 1760 - 1770 - 1780 - 1790 - 1800 - 1810 - 1820 |

## Événements
- 14 juin : Première de l'opéra Le siège de Thionville de Louis Emmanuel Jadin à Paris.
- 2 novembre : La Fille coupable, opéra-comique de Boieldieu, est donné à Rouen.
- 8 novembre (18 brumaire de l'an II) : fondation de l'Institut national de musique à Paris qui deviendra deux ans plus tard le Conservatoire de musique.
- 14 décembre : première représentation publique du Requiem de Wolfgang Amadeus Mozart à Vienne. La composition date de 1791.

## Naissances

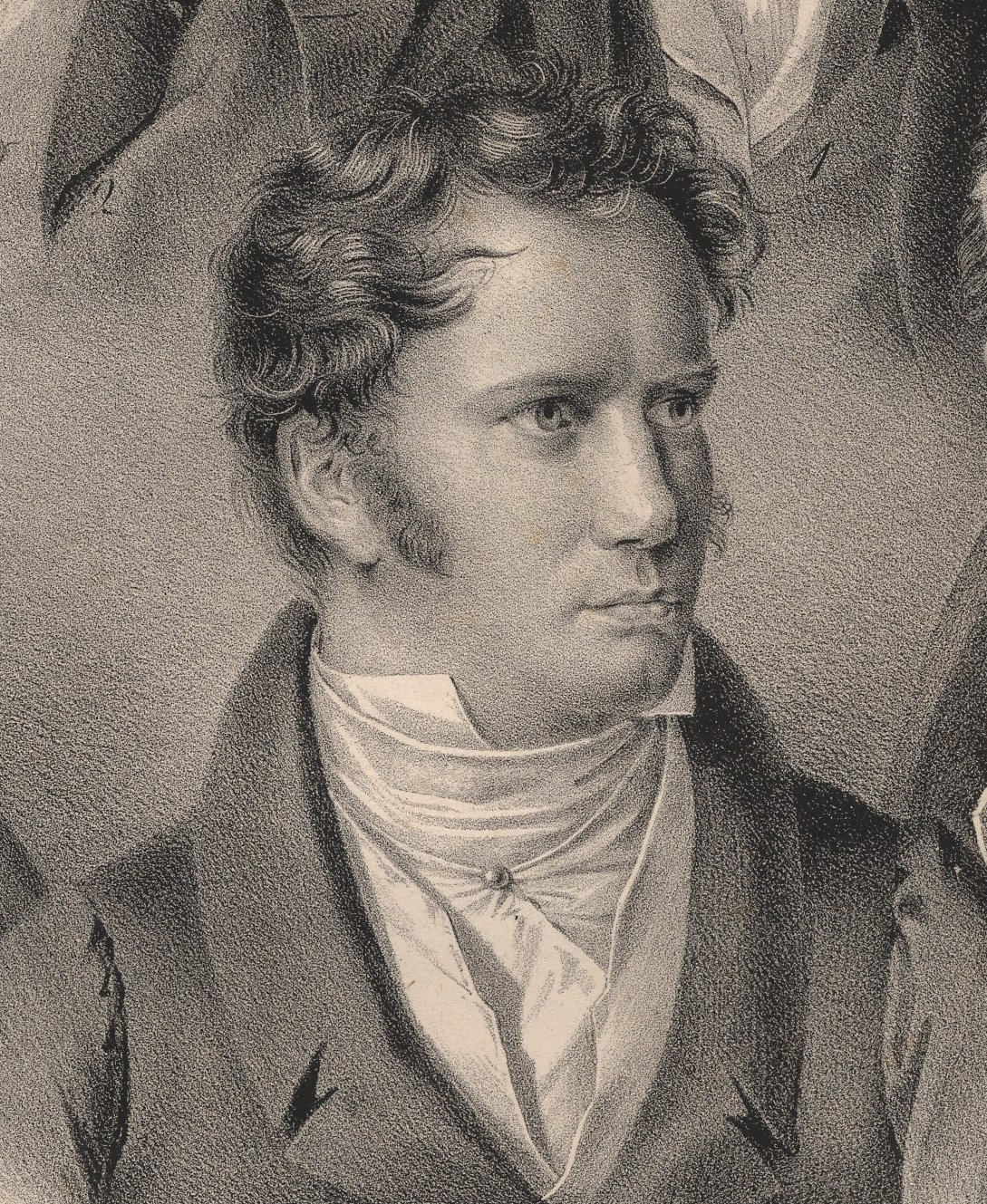
Bernhard Klein

- 6 mars : Bernhard Klein, compositeur allemand († 9 septembre 1832).
- 15 mars : Elisabeth Röckel, cantatrice allemande († 3 mars 1883).
- 22 juillet : Eugène Walckiers, compositeur et flûtiste français († 1er septembre 1866).
- 28 novembre : Carl Jonas Love Almqvist, écrivain, compositeur, poète suédois († 26 septembre 1866).
- 2 septembre : Caroline Ridderstolpe, compositrice suédoise († 8 octobre 1878 (à 85 ans)).
- 11 décembre : Pietro Antonio Coppola, compositeur italien († 13 décembre 1877).
- 23 décembre : Déryné Róza Széppataki, actrice et soprano hongroise († 29 septembre 1872).

Date indéterminée
- František Tadeáš Blatt, clarinettiste, compositeur et professeur de musique tchèque († 9 mars 1856).

## Décès
- 23 janvier : Margaret Kennedy, actrice et contralto irlandaise.
- février : Pascal-Joseph Taskin, facteur de clavecins (° 27 juillet 1723).
- 17 mars : Leopold Hofmann, compositeur autrichien (° 14 août 1738).
- 30 avril : Lorenzo Fago, compositeur, organiste et pédagogue italien (° 13 août 1704).
- 7 mai : Pietro Nardini, violoniste et compositeur italien (° 12 avril 1722).
- 26 juillet : Alessandro Besozzi, hautboïste et compositeur italien (° 22 juillet 1702).
- 10 septembre : Marc-Antoine Désaugiers, compositeur français (° 16 novembre 1739).
- 1er octobre : Louis-Armand Chardin, compositeur français (° 1755).
- 20 décembre : Joseph Legros, chanteur et compositeur français (° 7 septembre 1739).